# Wissenschaftliche Arbeiten aus dem Burgenland
Die Wissenschaftlichen Arbeiten aus dem Burgenland (WAB) erscheinen als Schriftenreihe des Burgenländischen Landesmuseums seit 1954. Jährlich werden bis zu fünf Bände herausgegeben. Die thematischen Schwerpunkte reichen von der Archäologie, Geologie, Botanik, Zoologie und Volkskunde bis zur Musikwissenschaft und Zeitgeschichte. Unter anderem erscheinen traditionell die Begleitbände zu den Ausstellungen im Landesmuseum und der Landesgalerie in dieser Schriftenreihe. Die WAB boten sich auch als Organ von wissenschaftlichen Symposien an, hier vor allem der Schlaininger Gespräche. Bis 2018 erschienen 161 Bände.